# Дорожний (Медведевський район)
Доро́жний (рос. Дорожный, марій. Дорожный) — селище у складі Медведевського району Марій Ел, Росія. Входить до складу Сенькинського сільського поселення.

## Населення
Населення — 418 осіб (2010; 398 у 2002).
Національний склад (станом на 2002 рік):
- лучні марійці — 56 %
- росіяни — 39 %